# Sárga szemcsésgomba
A sárga szemcsésgomba (Cystoderma amianthinum) a csiperkefélék családjába tartozó, Európában és Észak-Amerikában honos, erdőkben, erdőszéleken, nedves élőhelyeken élő, nem ehető gombafaj. 

## Megjelenése
A sárga szemcsésgomba kalapja 2-5 cm széles, fiatalon domború, széles kúp vagy harang alakú, idősen közel laposan kiterül. Széle többnyire a burokmaradványoktól csipkézett. Felszíne molyhos vagy szemcsés, néha sugarasan ráncolt. Színe halvány vörösbarna, sárgásbarna vagy sárgás. 
Húsa vékony, vizenyős, sárgás vagy fehéres. Földszagú, íze nem jellegzetes.  
Sűrű lemezei Tönkhöz nőttek. Színük fiatalon fehéres, később halványsárga. 
Tönkje 3-7 cm magas és 0,3-0,8 cm vastag. Alakja egyenletesen hengeres vagy kissé fölfelé vékonyodó. A múlékony gallér alatt kalapszínű, hasonló színű pikkelyekkel, a gallér fölött fehéres vagy krémszínű. 
Spórapora fehér. Spórái elliptikusak, simák, legalább gyengén amiloidok, méretük 4-7 x 3-4 µm.

### Hasonló fajok
Más Cystoderma-fajokkal (erősszagú szemcsésgomba, cinóbervörös szemcsésgomba) lehet összetéveszteni. 

## Elterjedése és termőhelye
Európában és Észak-Amerikában honos. Magyarországon nem gyakori. 
Erdőben, erdőszéleken, főleg moha között, nedves élőhelyeken található meg. Júniustól októberig terem. 

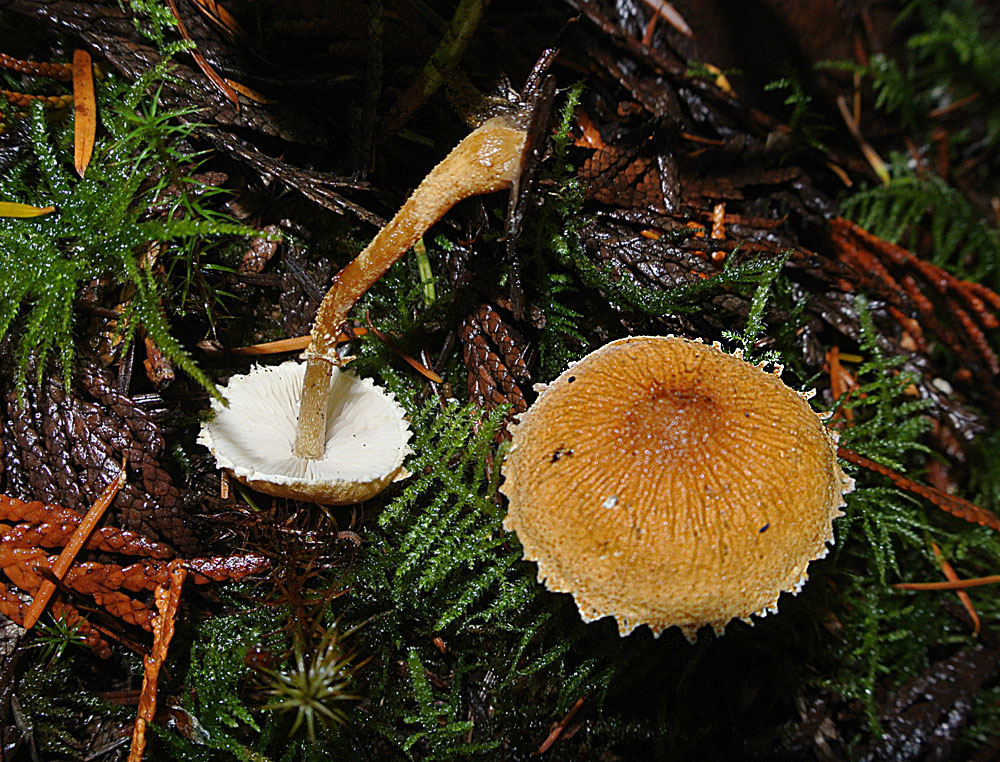
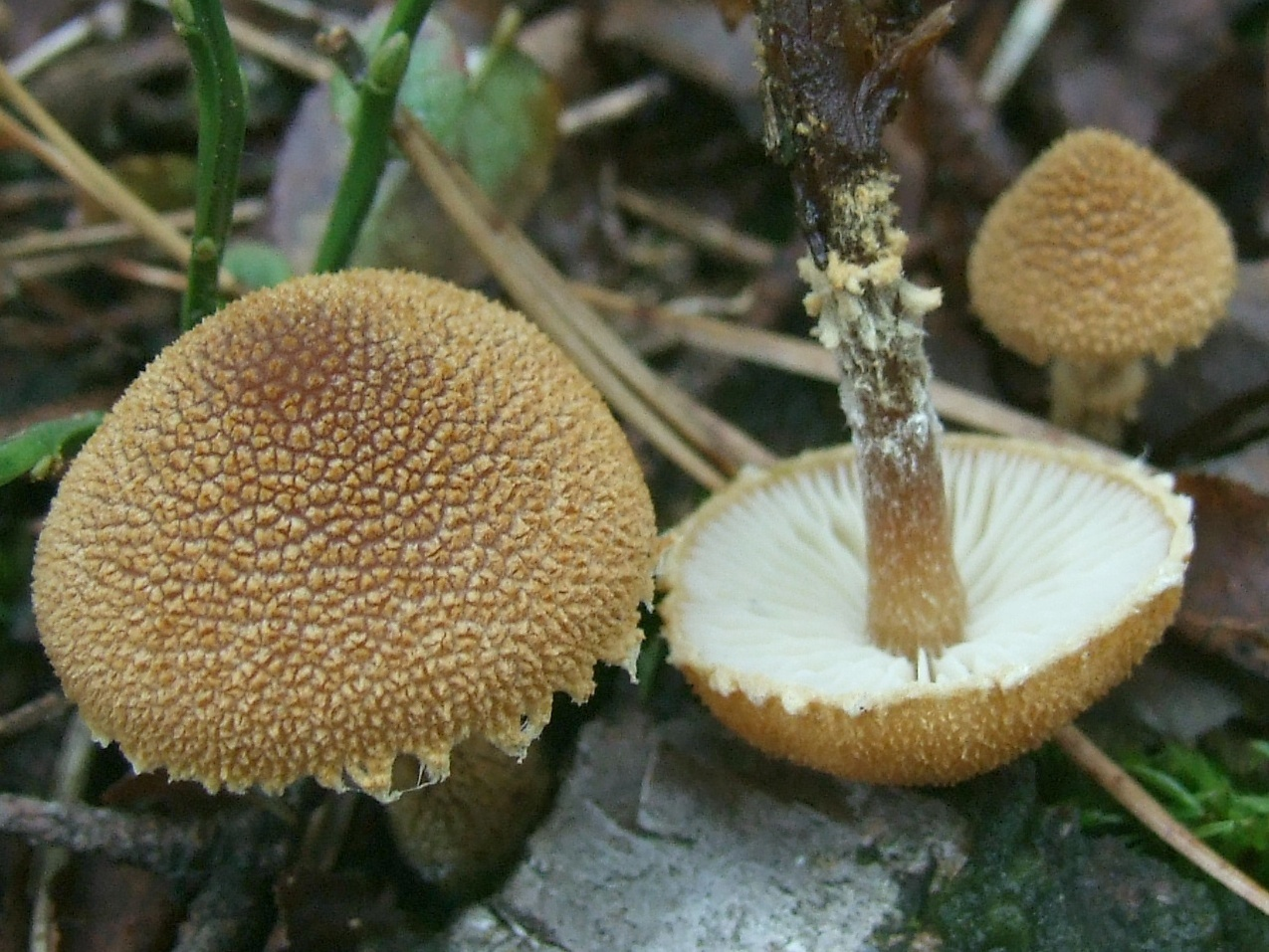
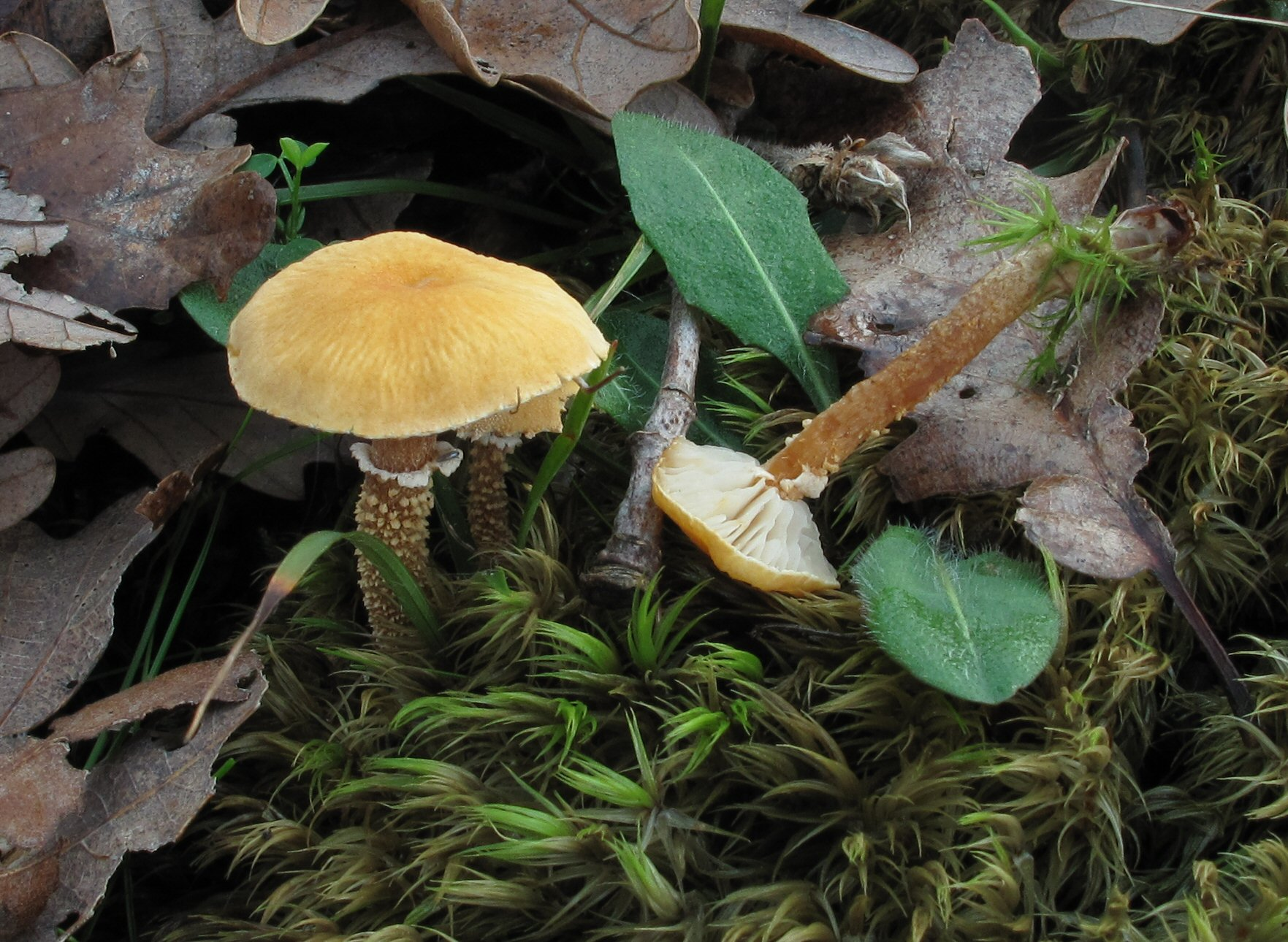
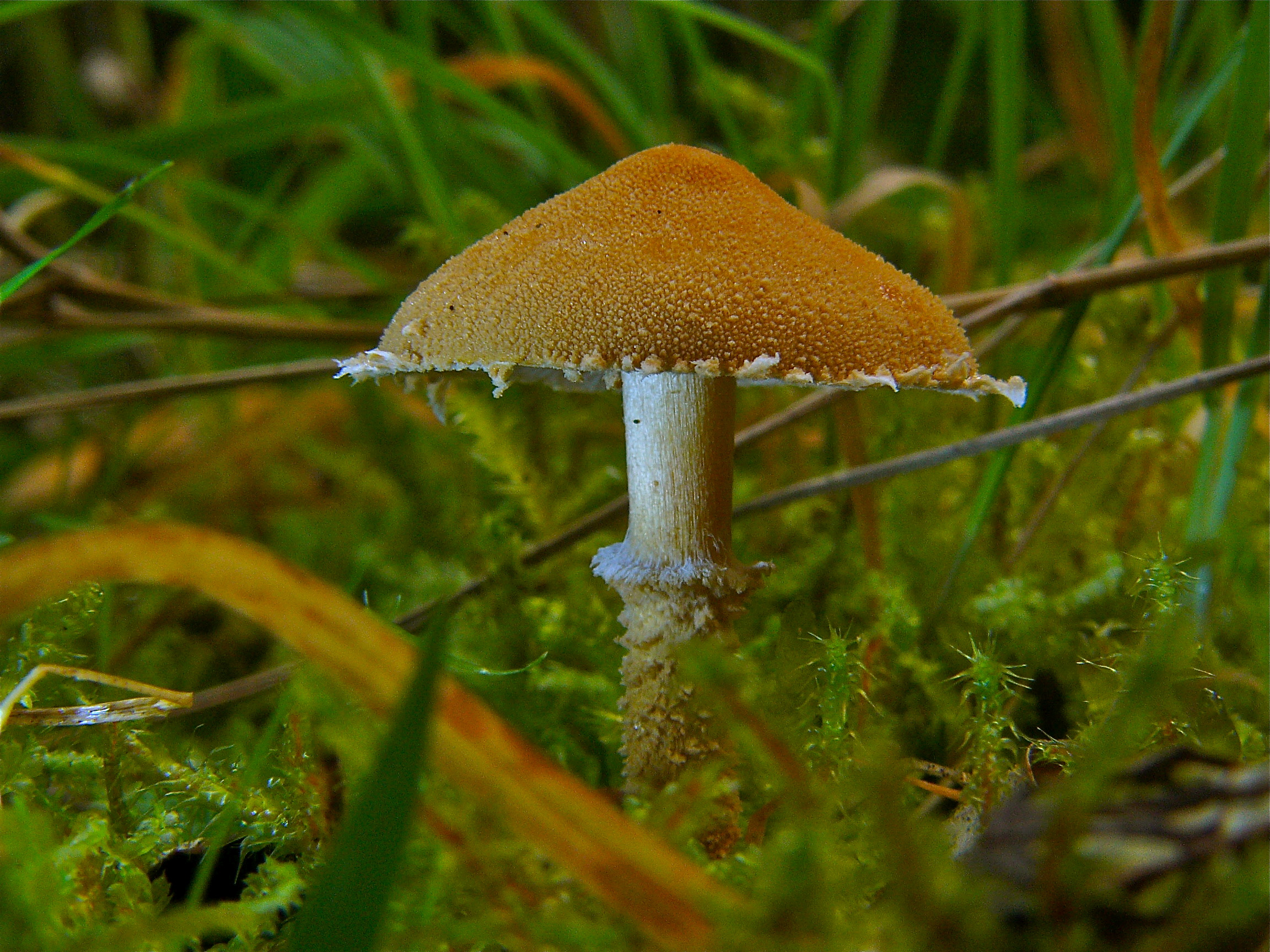
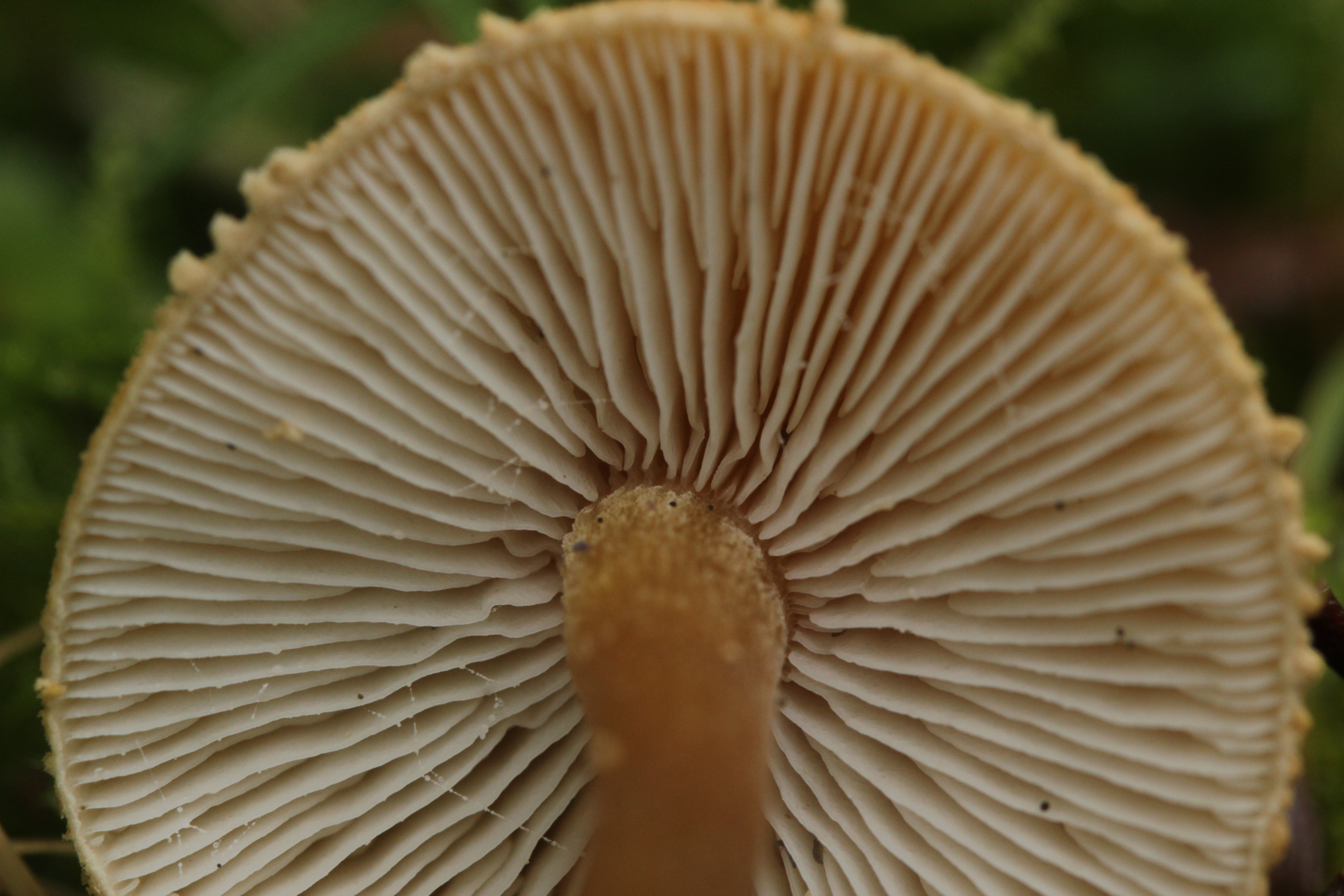

Nem ehető.    